# Baszta alkierzowa

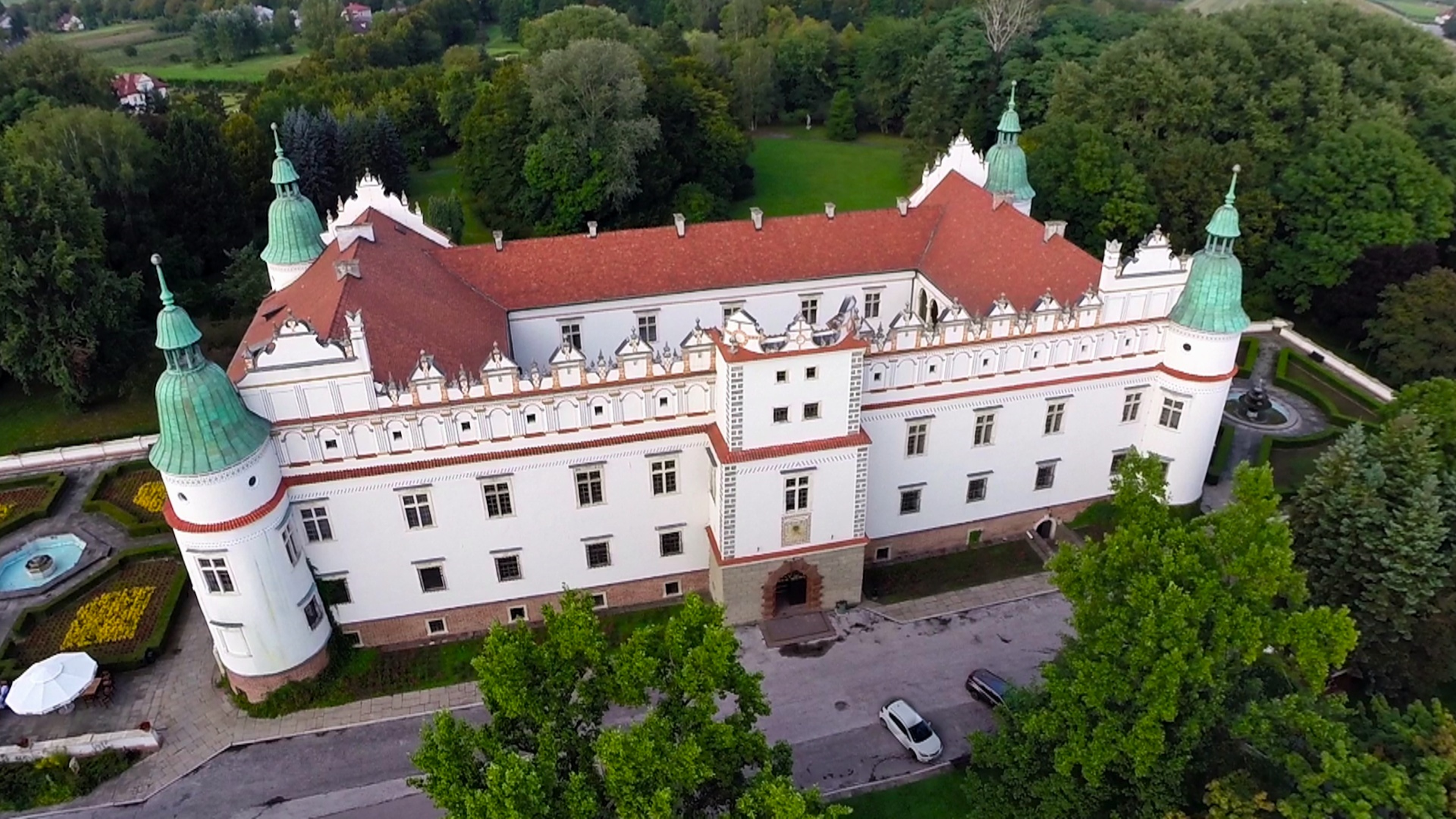
Baszty alkierzowe, zamek w Baranowie Sandomierskim

Baszta alkierzowa - narożnik budynku wysunięty z jego obrysu, nie wyższy niż korona murów, wyposażony w strzelnice umożliwiające prowadzenie ognia wzdłuż ścian budynków (czasem też w machikuły). Baszty alkierzowe były głównym elementem obronnym dworów obronnych od XV wieku. Z czasem zatraciły swoje funkcje obronne i przekształciły się w alkierze powszechnie stosowane w architekturze dworów i pałaców na ziemiach polskich.